# ベイビーアンビシャス!
「ベイビーアンビシャス!」は、2013年7月31日に、ポニーキャニオンより発売されたベイビーレイズの4枚目のシングル。曲紹介は虎ノ門道場で林が考えた「ベイビーレイズ、素敵な未来へ。ベイビーレイズでベイビーアンビシャス！」。

## 収録曲

### 初回生産限定盤A
CD
1. ベイビーアンビシャス! [4:17]
(作詞：Shun（TOTALFAT）、作曲・編曲：Kuboty（TOTALFAT）)
2. ボクラノリアル [3:49]
(作詞・作曲・編曲：塚本けむ)
3. GET OVER NIGHT [1:51]
(作詞・作曲：TAKEMURA（SNAIL RAMP）、編曲：SNAIL RAMP)
4. ベイビーアンビシャス! (Instrumental)
5. ボクラノリアル (Instrumental)
6. GET OVER NIGHT (Instrumental)

DVD
1. 「ベイビーアンビシャス!」 Music Video
2. 虎ノ門列伝 - GET OVER NIGHT制作ドキュメント編-
3. 「ベイビーアンビシャス!」 ジャケットメイキング

特典
1. イベント参加券
2. オリジナル・トレーディングカード(タイプA)全5種より1種
3. モバイルポイント加算QR＆シリアルコード(8pt)

### 初回生産限定盤B
CD
1. ベイビーアンビシャス!
2. ボクラノリアル
3. スーパーノヴァ [3:27]
(作詞・作曲：柿澤秀吉、編曲：秀吉)
4. ベイビーアンビシャス! (Instrumental)
5. ボクラノリアル (Instrumental)
6. スーパーノヴァ (Instrumental)

DVD
1. 「ベイビーアンビシャス!」 Music Video
2. 「ベイビーアンビシャス!」 Dance Ver.
3. 虎ノ門列伝 –過酷修行編-
4. 「ベイビーアンビシャス!」 Music Videoメイキング

特典
1. イベント参加券
2. オリジナル・トレーディングカード(タイプB)全5種より1種�
3. モバイルポイント加算QR&シリアルコード(8pt)

### 通常盤
CD
1. ベイビーアンビシャス!
2. ボクラノリアル
3. ベイビーアンビシャス! (Instrumental)
4. ボクラノリアル (Instrumental)

特典
初回生産分のみに封入。
1. イベント参加券
2. モバイルポイント加算QR＆シリアルコード(5pt)